# Арусланов, Зиатдин Минбаевич
Зиатди́н Минба́евич Арусла́нов (15 января 1923, Малая Цильна, Татарская АССР — 20 марта 1999, Буинск, Татарстан) — автоматчик 314-го стрелкового полка, ефрейтор — на момент представления к награждению орденом Славы 1-й степени.

## Биография
Родился 15 января 1923 года в деревне Малая Цильна (ныне — в Дрожжановском районе Татарстана). Татарин. Окончил 5 классов. В 1939—1941 годах работал слесарем в паровозном депо города Карпинск Свердловской области.
В 1941 году был призван в Красную Армию. На фронте в Великую Отечественную войну с апреля 1942 года. Воевал на Ленинградском и 2-м Белорусском фронтах. Принимал участие в прорыве блокады Ленинграда, в боях за освобождение Белоруссии, Эстонии, Польши. К лету 1944 года красноармеец Арусланов — автоматчик 314-го стрелкового полка 46-й стрелковой дивизии.
28 июня 1944 года в районе населенного пункта Таммисуо, пригорода Выборга, взял в плен немецкого корректировщика. В бою близ озера Хеколампи вынес с поля боя раненого начальника штаба полка.
Приказом от 6 июля 1944 года красноармеец Арусланов Зиатдин Минбаевич награждён орденом Славы 3-й степени.
15 января 1945 года у населенного пункта Пултуск при отражении контратаки врага красноармеец Арусланов уничтожил 5 солдат, затем, преследуя неприятеля, первым ворвался в его траншею.
Приказом от 27 февраля 1945 года красноармеец Арусланов Зиатдин Минбаевич награждён орденом Славы 2-й степени.
2 апреля 1945 года у населенного пункта Ноендорф в 4 км юго-восточнее города Данциг ефрейтор Арусланов в составе группы разведчиков проник в тыл противника. Разведчики сообщили координаты укрепленных позиций, завладели складом оружия. Результаты рейда: сотни убитых и раненых, 38 пленённых немецких солдат и офицеров, сотни трофейных пулемётов и автоматов.
Указом Президиума Верховного Совета СССР от 29 июня 1945 года за образцовое выполнение заданий командования в боях с немецко-вражескими захватчиками ефрейтор Арусланов Зиатдин Минбаевич награждён орденом Славы 1-й степени. Стал полным кавалером ордена Славы.
В 1946 году старшина Арусланов был демобилизован. Работал газоэлектросварщиком в Свердловске, на Челябинском трубопрокатном завод. В 1970 году вернулся в Татарию. Работал сварщиком на строительстве Камского автозавода, в автотранспортном хозяйстве № 2 ПО «Камгэсэнергострой» (Набережные Челны). С 1982 года жил в городе Буинск, до выхода на пенсию в 1993 году работал на Буинском сахарном заводе. Скончался 10 марта 1999 года.
Награждён орденами Отечественной войны 1-й степени, Славы 3-х степеней, медалями, в том числе медалью «За отвагу».
В городе Буинске ветерану установлен памятник.